# Мусават Дервишоглу
Дурсун Мусават Дервишоглу (роден на 1 февруари 1960 г., Анкара) е турски бизнесмен, политик и лидер на „Партия на доброто“ (партия İYİ).

## Биография
Роден в семейство от Фаца, Дервишоглу завършва началното и средното си образование във Фаца. Средното си образование завършва в Анкара, Фаца и Самсун. През 1978 година се записва във Факултета по бизнес администрация към Академията за икономически и търговски науки в Анкара. На 12 септември 1980 г. поради военния преврат е принуден да прекъсне обучението си. По-късно, възползвайки се от амнистии за студенти, завършва висшето си образование във Факултета по икономически и административни науки към университета „Гази“, специалност „Бизнес администрация“.
Поема важни задачи в различни нива и младежки организации на Партията на националистическото движение (MHP). Политическата му кариера започва през 1978 година като председател на клон Фаца на Сдружението на националистическата младеж (ÜGD). Между 2000 и 2011 година заема длъжността председател на MHP в Измир, като през 2009 година е кандидат за кмет на община Измир от MHP на местните избори и кандидат за депутат на общите избори през 2011 година. През 2012 година се кандидатира за председател на MHP на конгреса на партията, но не успява да спечели.
Мусават Дервишоглу, който живее в Измир и се занимава с търговия от 1991 г., има една дъщеря.
Между 2018 г. и 2019 г. е заместник-председател на „Партия на доброто“, отговарящ за местните администрации. От 2019 г. той е заместник-председател на парламентарната група на партия İYİ и 27-и президент.
На 5-ия извънреден конгрес на партия İYİ на 27 април 2024 г. е избран за неин лидер.